# Hofanlage Köster

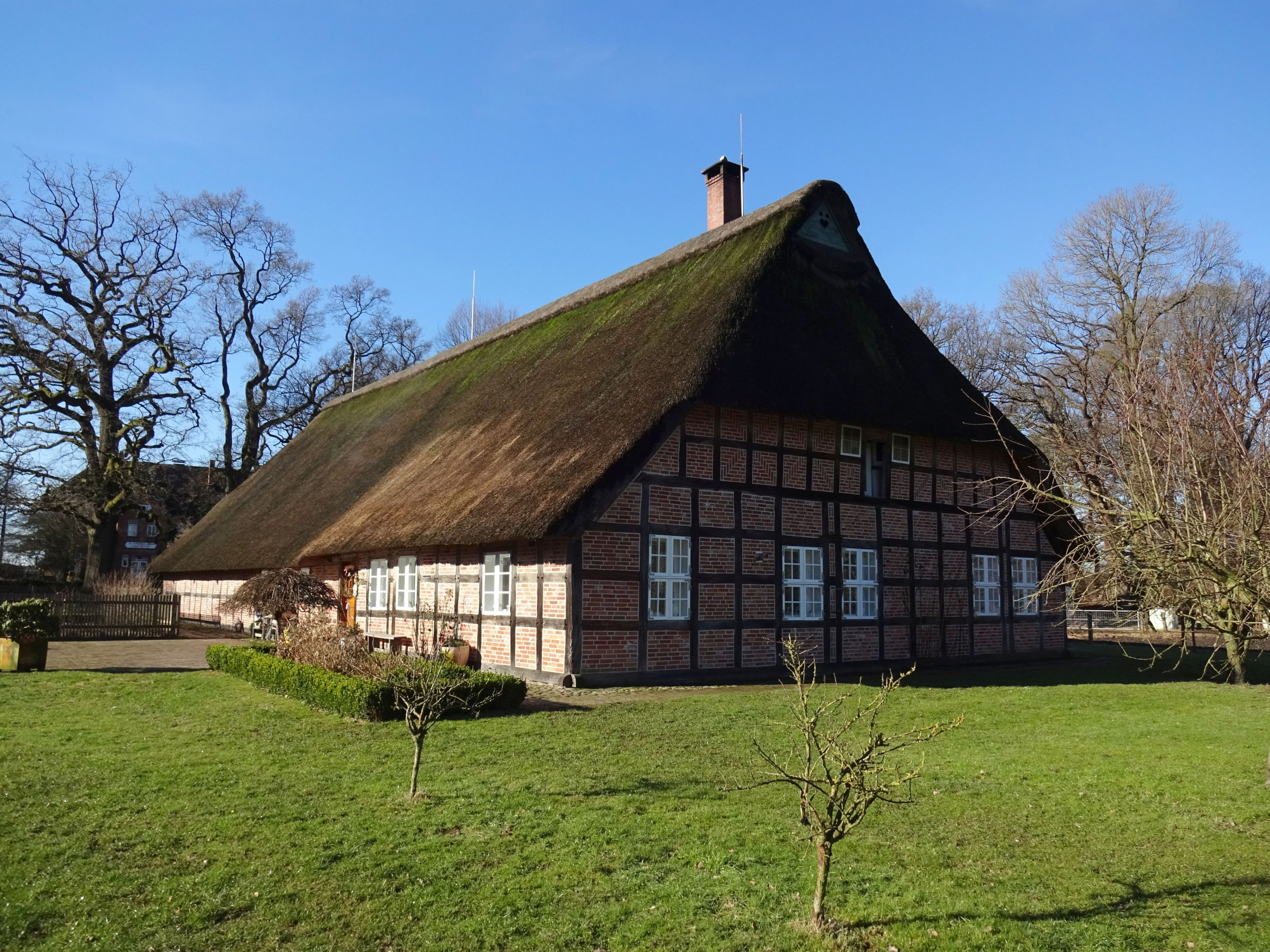
Wohn- und Wirtschaftsgebäude, Süd- und Ostfassade (2016)

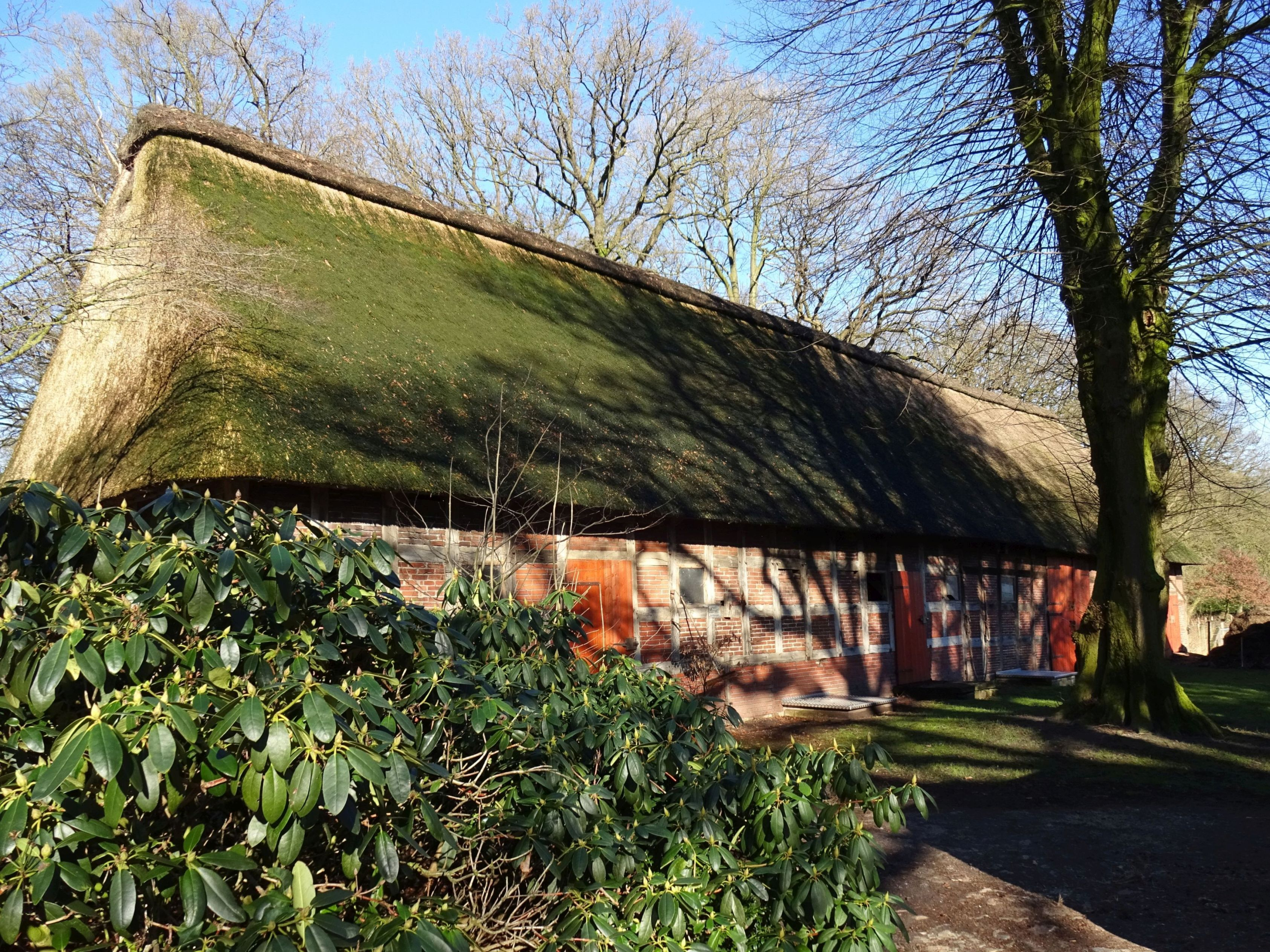
Stallgebäude, Südfassade (2016)

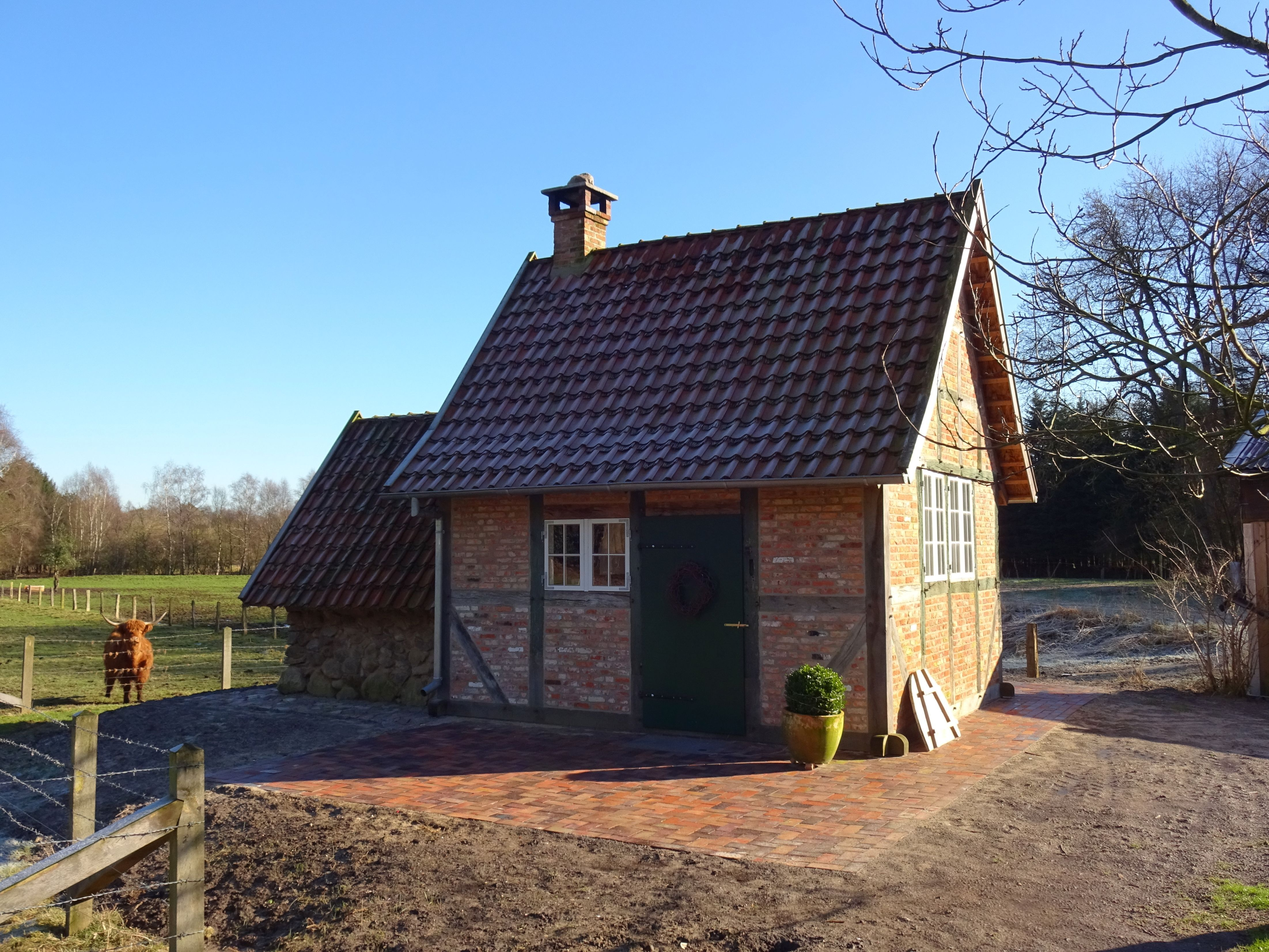
Backhaus, Nordwest- und Südwestfassade (2016)

Die Hofanlage Köster, Oeser Straße 3, in der niedersächsischen Gemeinde Gnarrenburg, Ortsteil Brillit, wurde im 19. Jahrhundert gebaut. Aktuell (2025) wird sie zum Wohnen und landwirtschaftlich genutzt.
Die Gebäude stehen unter Denkmalschutz (siehe auch Liste der Baudenkmale in Gnarrenburg).

## Geschichte und Beschreibung
Das Geestdorf Brillit liegt etwa zweieinhalb Kilometer nordwestlich vom Kernort Gnarrenburg und gehört zum Landkreis Rotenburg (Wümme). Eine urkundlich erwähnte Siedlung im Bereich Brillit sind die 986 erwähnten Höfe von Köster und Steinberg in Osterwede (Ostaniuudu).
Der Hof Köster mit Pflasterung, Einfriedung und altem Baumbestand besteht aus
- dem eingeschossigen giebelständigen Wohn- und Wirtschaftsgebäude von 1804 (Inschrift) als Zweiständer-Hallenhaus in gleichmäßigem Gitterfachwerk mit Steinausfachungen, mit reetgedecktem Krüppelwalmdach, Uhlenloch und Grooter Door mit Rundbogen,[3]
- dem giebelständigen Stall aus der ersten Hälfte des 19. Jahrhunderts in Fachwerk mit Steinausfachungen, Walmdach und zwei Querdurchfahrten,[4]
- dem sanierten Backhaus von 1900 in Fachwerk mit Steinausfachung und ziegelgedecktem Satteldach, mit nordöstlichem niedrigen Anbau aus Feldsteinen für den Backofen; das Haus wurde von der nördlichen Grundstücksgrenze umgesetzt.[5]

Das Landesdenkmalamt befand u. a.: „… ein regionstypisches Hallenhaus des frühen 19. Jahrhunderts in Zweiständerkonstruktion […] ortsgeschichtlicher, gebäudetypischer, straßen-, orts- und hofbildprägender Zeugniswert ….“